# (464029) 2014 WB134
(464029) 2014 WB134 es un asteroide perteneciente al cinturón de asteroides, descubierto el 30 de noviembre de 2003 por el equipo Spacewatch desde el Observatorio Nacional de Kitt Peak (Arizona, Estados Unidos).